# Кунмин
 Тази статия е за града в Китай.  За езерото вижте Кунмин (езеро).  
Кунмин е град в провинция Юннан в Южен Китай. Кунмин е с население от 3 200 000 жители (приб. оценка 2009 г.) и площ от 330 км2. Населението на целия административен район, който включва и града, е 6 432 209 жители. Разположен е на северния бряг на голямо езеро. Градът разполага с астрономическа обсерватория и два университета. Кунмин е главен транспортен възел в Южен Китай (жп, пътнически и въздушен транспорт). Градът има жп връзка с Виетнам и шосейни връзки с Мианмар и Лаос.